# 法國最佳工匠獎
法國最佳工匠獎（法語：Meilleur Ouvrier de France，簡稱MOF），是法國特有的職業技能競賽，最佳工匠獎按各種行業類別，在各類的專業人士之間競爭，最終優勝的選手即可授予這個頭銜。這項職業競技自1924年以來開始舉辦，每隔三年或四年的週期，由法國教育部轄下的勞動展覽組委會（法語：Comité d'organisation des expositions du travail，簡稱COET），每次競賽期間都會籌設一個作品展覽組委會，各行業脫穎而出的專業人員，法國勞動部將會給予同等學歷三級學位（Bac+2）認證，而且獲獎專業從業人員，都會從法國總統的手中得到MOF受獎。

## 歷史沿革
這個概念最早是由法國前財政部長路易-呂西安·克洛茲（法語：Lucien Klotz）倡議之下開始推行，他在1913年的時候，提出「舉辦一個全國性的工匠技藝展覽」的概念，一直到1924年10月時，終於成功組織第一個組委會，當時是在第一屆是在巴黎市政廳舉辦，直到現在的MOF獎項，會定期更新各職業的專業發展趨勢、對現代行業和高科技行業，也同時保持著開放性的特色，使得各項技能不會是一層不變的守舊。
每一個行業別的MOF參賽者，都會給予一定的時間和基本材料，過程當中不僅要完成作品，還要以趨近完美為目標，而當中各個行業所選擇的方法、組織、行為、速度、技術訣竅和對行業規則的尊重，都由作品展覽組委會的評審團做評鑑，最終取得MOF最佳工匠獎的專業人士，將終身保留他們的頭銜，這個特殊的競賽獲獎者，受到法國專業人士和大眾們的尊重，特別是在麵包師、美髮師、手工藝等等，獲得這個獎項往往會讓他們得到更好的待遇。

## 各個類組
- 第一組：餐廳、酒店及餐飲服務業專業人員
  - 菜系廚師
  - 美食學
  - 酒店領班（法語：Maître d'hôtel）
  - 餐廳外場服務員
  - 餐桌藝術（法語：Arts de la table）
  - 侍酒師
  - 調酒師
  - 酒店業（法語：Hôtellerie）
  - 管家
  - 接待員

- 第二組：食品行業
  - 糕點
  - 菓子
  - 肉舖
  - 小吃攤（法語：Étal）
  - 臘肉店（法語：Charcuterie）
  - 餐飲個體戶（法語：Traiteur）
  - 麵包師[2]
  - 雪酪
  - 冰淇淋
  - 巧克力師（法語：Chocolaterie）[3]
  - 奶酪工廠（法語：Fromagerie）
  - 海鮮店（法語：Poissonnerie）
  - 菜販

- 第三組：建築行業、建築遺產和公共工程
  - 桁架師（法語：Charpente）
  - 土木結構建築
  - 木匠
  - 屋頂匠（法語：Couverture）
  - 雕刻師（法語：Ornemaniste）
  - 衛生設備（法語：Installation sanitaire）
  - 管路系統
  - 噴泉技術（法語：Lexique de la fontainerie）
  - 地磚
  - 煙囪
  - 空調工程（法語：Génie climatique）
  - 暖氣
  - 灰泥
  - 石膏師（法語：Gypserie）
  - 砌體結構
  - 鑲嵌藝術
  - 石材切割（法語：Taille de pierre）
  - 鏡面處理（法語：Miroiterie）
  - 塗料（漆匠）
  - 大理石匠（法語：Marbrier）
  - 金工匠（法語：Métallerie）
  - 鐵工匠（法語：Ferronnerie）
  - 鎖匠
  - 雕版匠
  - 建築模型師（法語：Maquette）
  - 地面匠師（法語：Solier）
  - 游泳池

- 第四組：紡織與皮革行業
  - 鞍具師（法語：Sellerie）
  - 布（製布師）
  - 繪製師（法語：Dessinateur）
  - 護套匠（法語：Gainerie）
  - 壁紙
  - 梭織
  - 印花
  - 印染
  - 緙織壁毯
  - 清潔

- 第五組：住房、木材和家具行業
  - 櫥櫃製造商（法語：Ébéniste）
  - 木匠
  - 結構
  - 車床
  - 木雕匠
  - 藝術修復師（法語：Restauration）
  - 緙織壁毯
  - 鑲嵌匠（法語：Marqueterie）
  - 室內設計
  - 制桶
  - 編織師（法語：Vannerie）
  - 菸斗
  - 漆器
  - 複合材料
  - 造船

- 金屬交易
  - 鑄造師（法語：Fonderie）
  - 青銅匠師
  - 金匠
  - 黃銅匠師（法語：Dinanderie）

- 第七組：工業專業
  - 能源開發技師（法語：Métiers du service à l'énergie）
  - 汽車技師（法語：Technologie automobile）
  - 鍋爐製造（法語：Chaudronnerie）
  - 鈑金
  - 車體修復技師（法語：Carrosserie）
  - 焊接師
  - 工具技師
  - 電匠
  - 力學工程師
  - 電機工程學
  - 鐵匠
  - 塑模師（法語：Modelage）
  - 電腦輔助設計

- 第八組：粘土和玻璃貿易
  - 建模師（法語：Modeleur）
  - 瓷器師父
  - 裝飾藝術師（法語：Décoration）
  - 陶器師父
  - 玻璃器皿師父
  - 水晶師父（法語：Cristallerie）
  - 彩繪玻璃師父
  - 泥偶師（法語：Santon de Provence）
  - 玻璃吹製（法語：Soufflage du verre）

- 第九組：服裝行業
  - 女帽製作師（法語：Modiste）
  - 晚禮服訂製師父（法語：Prêt à porter couture - soir）
  - 裁縫師
  - 女式內衣師父
  - 緊身胸衣師父（法語：Corsetier）
  - 成衣製作

- 第十組：時尚和美容配飾
  - 化妝師
  - 鞋帶製作師（法語：Dentelles）
  - 刺繡師（法語：Broderies）
  - 手套製作師
  - 製鞋匠（法語：Cordonnier）
  - 皮雕師（法語：Maroquinerie）
  - 髮型師
  - 美學藝術家

- 第十一組：珠寶行業
  - 珠寶匠師
  - 貴金屬匠師
  - 拋光技師
  - 鑽石切割師（法語：Diamantaire）
  - 寶石匠師（法語：Lapidaire）
  - 珠寶鑲嵌師（法語：Sertissage）

- 第十二組：精密技術專業
  - 刀具匠師（法語：Coutellerie）
  - 醫療器械匠師（法語：Équipement médical）
  - 驗光師（法語：Lunetterie）[4]
  - 假牙技師
  - 製錶師（法語：Horlogerie）
  - 軍械庫技師（法語：Armurerie）

- 第十三組：雕刻行業
  - 印刷用銅鋼雕刻匠師（法語：Gravure sur cuivre et acier pour impression）
  - 凹版裝飾雕刻匠師（法語：Gravure ornementale taille douce）
  - 紋章學繪製師
  - 浮雕匠師（法語：Glyptique）

- 第十四組：通信、多媒體、視聽專業
  - 印刷匠師
  - 多媒體設計師
  - 裝訂匠師
  - 貼金匠師
  - 平面設計師
  - 攝影師
  - 書法匠師
  - 泥金裝飾手抄本匠師
  - 數位影像工程師
  - 動畫師

- 第十五組：與音樂相關的職業
  - 小提琴製琴師（法語：Lutherie）
  - 琴弓匠師
  - 吉他匠師
  - 樂器匠師

- 第十六組：農業和景觀貿易
  - 英式庭園設計師
  - 馬蹄匠師（法語：Maréchal-ferrant）
  - 鞍具匠師（法語：Bourrelier）
  - 馬俱匠師（法語：Harnachement du cheval）
  - 花藝師（法語：Art floral）
  - 糧食安全管理師

- 第十七組：貿易和服務
  - 光學商業銷售顧問（法語：Actions commerciales en optique et lunetterie）
  - 解決方案銷售顧問（法語：Technico commercial conseil en solutions d'efficacité énergétiques）
  - 衛生或能源解決方案的商業技術人員（法語：Technico commercial en solutions sanitaires ou énergétiques）
  - 裝飾裝修產品銷售顧問（法語：Vendeur conseil en produits de finition et décoration）
  - 寵物美容師（法語：Toilettage）
  - 剝製標本製作師

## 知名獲獎人物
- 弗雷德里克·安東（法語：Frédéric Anton），米其林三星主廚。
- 奧利維爾·巴哈德（法語：Olivier Bajard），世界專業甜點大賽（法語：Champion du Monde des Métiers du Dessert）冠軍得主。
- 保羅·鮑迪爾（法語：Paul Baudier），20世紀知名雕刻家。
- 保羅·博庫斯，米其林二星主廚。
- 帕斯卡·卡菲（法語：Pascal Caffet），現任MOF主席。
- 菲利普·埃切貝斯特（法語：Philippe Etchebest），米其林一星主廚、電視美食節目主持人。
- 紀堯姆·戈麥斯，MOF最年輕的得主，前愛麗舍宮主廚，現為法國總統私人美食顧問代表。
- 多米尼克·拉波爾特，侍酒師、法國最佳侍酒師（法語：Meilleur sommelier de France）得主。
- 阿蘭·朗格（法語：Alain Longet），知名攝影師、畫家。
- 喬爾·侯布雄，擁有多家米其林二星、三星餐廳。
- 帕特里克·羅傑，巧克力師。
- 安德烈·羅西爾，第一位獲得MOF的女性得主，米其林一星主廚。
- 伊夫·圖里斯（法語：Yves Thuriès），唯一同年獲得兩項MOF的分項得主，分別獲得糕點師和糖果師。
- 羅傑·韋爾奇，已故米其林三星主廚。
- 米里亞姆·布布拉姆（法語：Myriam Boubram），第一位MOF焊接工匠的女性得主。[5]

## 相關連結
- 勞動展覽組委會官方網站 （页面存档备份，存于）
- 法國最佳工匠名錄 （页面存档备份，存于）
- 法國最佳工匠國家協會 （页面存档备份，存于）